# Quận Clarke, Mississippi
Quận Clarke là một quận thuộc tiểu bang Mississippi, Hoa Kỳ.
Quận này được đặt tên theo thẩm phán Joshua G. Clarke. Theo điều tra dân số của Cục điều tra dân số Hoa Kỳ năm 2000, quận có dân số người. Quận lỵ đóng ở Quitman6.

## Địa lý
Theo Cục điều tra dân số Hoa Kỳ, quận có diện tích 693 dặm vuông Anh (1.794,9 km2) km2, trong đó có 2 dặm vuông Anh (5,2 km2) là diện tích mặt nước.

### Các xa lộ chính
- Interstate 59
- U.S. Highway 11
- U.S. Highway 45
- Mississippi Highway 18

### Quận giáp ranh
- Quận Lauderdale (bắc)
- Quận Choctaw, Alabama (đông)
- Quận Wayne (nam)
- Quận Jasper (tây)